# خورش کنگر
خورش کنگر یکی از انواع خورش‌ها در آشپزی ایرانی است. از آن جایی که فصل بهار، فصل رویش کنگر است، خورش کنگر به یک غذای بهاری با طعم دلنشین تبدیل شده است.
از تمام قسمتهای گیاه کنگر (گل، برگ، ساقه، ریشه) استفاده می‌شود. غذاهای متنوعی از آن تهیه و در تهیه ترشی هم از کنگر استفاده می‌شود، از شیرآبه آن در صنایع آدامس سازی استفاده می‌شود.
خورش کنگر را می‌توان با لپه، نعنا و جعفری، گوشت مرغ یا گوشت گوسفندی درست کرد.

## خورش کنگر شیرازی
شیرازی‌ها برای پخت خورش کنگر از لپه یا نعنا جعفری استفاده نمی‌کنند. بلکه گوشت مرغ یا گوشت گوسفندی تکه شده را همراه با پیاز و زردچوبه تفت داده و سپس می‌پزند تا زمانی که نیم پز شود. کنگر را سرخ می‌کنند و به همراه رب گوجه به گوشت نیم پز اضافه می‌کنند.

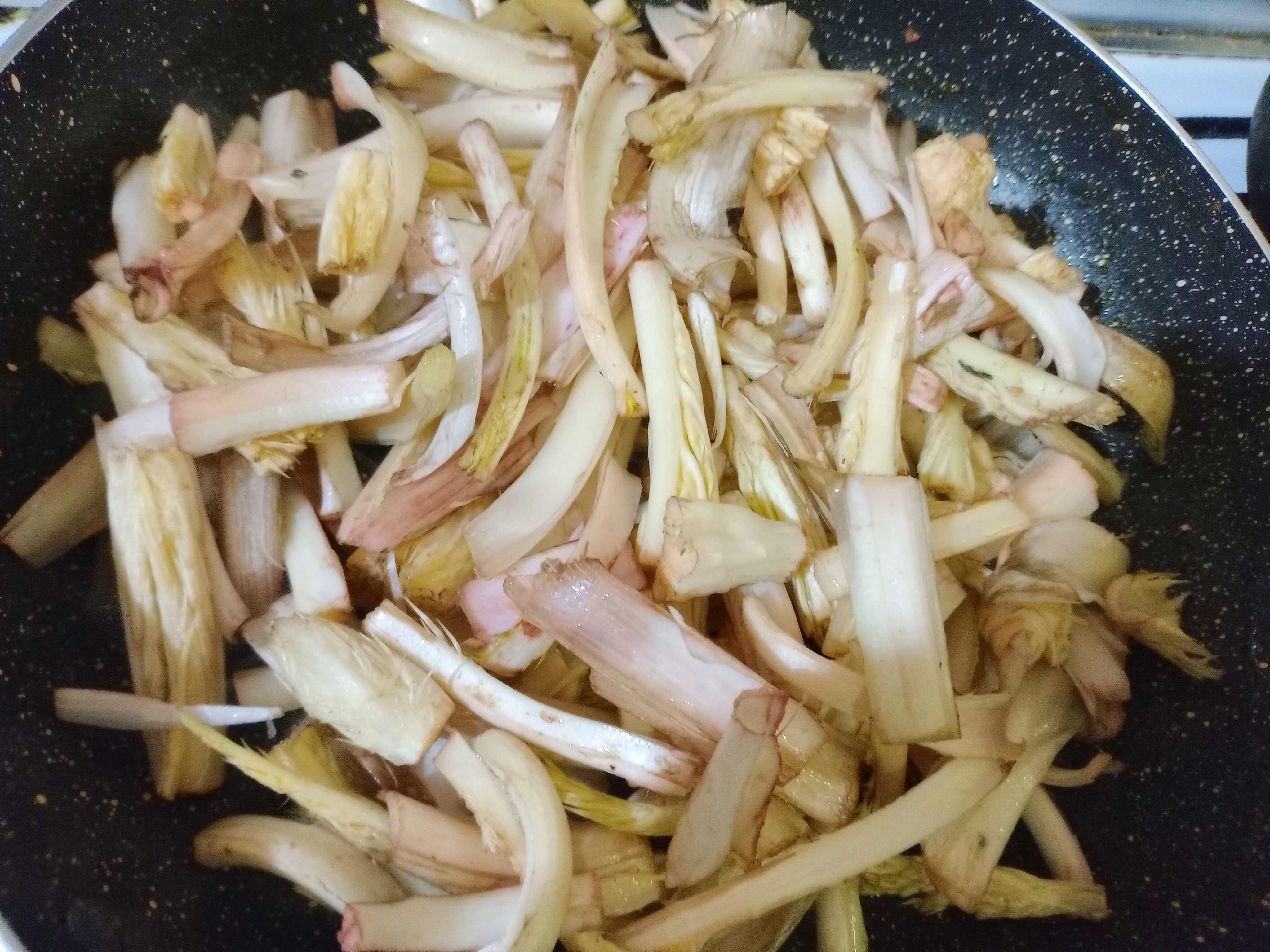
سرخ کردن کنگر قبل از اضافه کردن به گوشت

در صورتی که قرار باشد خورش کنگر با مرغ پخته شود، دیگر نیازی به نیم پز کردن گوشت نبست و کنگر را همراه با مرغ سرخ کرده و سپس با آب می‌پزند.

## خورش کنگر با نعنا جعفری
مواد لازم برای تهیه خورش کنگر:
- گوشت خرد کرده
- پیاز ساطوری
- کنگر (گیاه)، تیغ گرفته و خرد شده
- نعنا و جعفری ساطوری
- آب‌غوره
- نمک و فلفل و روغن
- برنج

## طرز پخت
پیاز را با کمی روغن در دیگ تفت می‌دهند تا کمی رنگ بگیرد. گوشت را اضافه می‌کنند و ۵–۶ دقیقه تفت می‌دهند. سپس ۳ پیمانه آب می‌ریزند تا بجوشد و در دیگ را می‌گذارند تا گوشت ۳ ساعت بپزد. کنگر خرد شده را ۵–۶ دقیقه روی آتش ملایم تفت می‌دهند. سپس نعنا و جعفری را اضافه می‌کنند و ۱۰ دقیقه دیگر تفت می‌دهند و کنار می‌گذارند. پس از اینکه گوشت ۲ ساعت پخت کنگر و سبزی سرخ کرده را همراه با آب‌غوره و نمک و فلفل اضافه می‌کنند. در ۱۵ دقیقهٔ آخر اگر لازم باشد آتش را زیاد می‌کنند تا خورش به روغن بنشیند.
در کتاب هنر آشپزی، تألیف رزا منتظمی این خورش با لپه و لیمو عمانی نیز درست می‌شود. پس از اینکه گوشت و پیاز را تفت می‌دهند به آن لپه اضافه می‌کنند و کمی رب گوجه‌فرنگی به آن می‌زنند. و برای ترشی لیموعمانی اضافه می‌کنند.